# アエンナ (小惑星)
アエンナ (1155 Aenna) は、小惑星帯に位置する小惑星の一つ。
1928年1月26日にカール・ラインムートが発見した。
ドイツの天文学会誌 "Astronomische Nachrichten" の略称 "アー・エヌ (AN)" から名付けられた。